# Heliconia faunorum
Heliconia faunorum là một loài thực vật có hoa trong họ Heliconiaceae. Loài này được W.J.Kress & L.Andersson mô tả khoa học đầu tiên năm 1989.